# Rozłupnogłowce
Rozłupnogłowce (Schizomida) - rząd pajęczaków obejmujących zwierzęta bardzo małe (do 3 mm długości), zamieszkujących strefy tropikalne. Żyją pod kamieniami w ściółce. Są ślepe. Wyróżnia się ponad 200 gatunków.

## Systematyka
Do rozłupnogłowców zaliczane są rodziny:
- Hubbardiidae(inne języki)
- Protoschizomidae(inne języki)
- Schizomidae

oraz wymarłe:
- †Calcitronidae(inne języki)